# Tioeteri

Struttura generale dei composti tioeteri con in blu il gruppo funzionale solfuro.

I tioeteri sono una classe di sostanze organiche di formula generale R-S-R', con R (o R') che sia un alchile o un arile. Si chiamano così perché sono gli analoghi degli eteri con lo zolfo al posto dell'ossigeno, dove "tio" viene dal greco θεῖον (theion) che vuol dire zolfo, quindi tioetere sta per etere allo zolfo. Si chiamano anche solfuri in analogia (scambio S/O) con gli ossidi. Molti di questi hanno un cattivo odore come molti altri composti organici solforati, a volte accentuato perché hanno impurezze dei tioli da cui derivano. Sono molto poco polari e pressoché insolubili in acqua.

## Preparazione
Vengono preparati per alchilazione di tioli:
R–SH + R'–Br → R–S–R' + HBr
o per addizione di un tiolo ad un alchene:
R–CH=CH2 + R'–SH → R–CH2–CH2–S–R'

## Reattività
Lo zolfo, che è un elemento del terzo periodo, ha orbitali 3d liberi che potenzialmente potrebbero ospitare elettroni oltre la configurazione di ottetto e può quindi espandere la propria bivalenza per formare composti con valenze di 4 e 6; questo conferisce ai tioeteri ulteriori canali di reattività rispetto agli eteri corrispondenti, canali che sono preclusi all'ossigeno :
R2S + H2O2 → R2S=O + H2O (solfossido)
R2S + H2O2 → R2SO2 + H2O (solfone)
R2S + CH3–I → [R2S–CH3]+I– (sale di solfonio)
I sali di solfonio aventi idrogeni in α, trattati con basi forti (es. butillitio in THF o altri solventi polari aprotici) si deprotonano dando ilidi (ilidi allo zolfo):
R2S+-CH3 X- +  B  → R2S+-C-H2  +  BH+ X-
Queste ilidi sono specie nucleofile e, addizionandosi al carbonile di un chetone o un'aldeide ed espellendo poi il tioetere dal quale derivano, portano alla formazione di Alcheni. Questa reazione è complementare a quella di Wittig con ilidi al fosforo che trasformano un carbonile in un alchene (C=O  →  C=CH2) espellendo un ossido di fosfina terziaria.